# Symphyotrichum oblongifolium
Symphyotrichum oblongifolium là một loài thực vật có hoa trong họ Cúc. Loài này được (Nutt.) G.L.Nesom miêu tả khoa học đầu tiên.